# 鲇碘泡虫
鲇碘泡虫（学名：Myxobolus clarii）为碘泡科碘泡虫属的动物。分布于印度以及湖北、浙江等，营寄生生活，寄生在膀胱（青鱼）、体表、肠、肝、脾（鲢、青鱼）。